# Iris drepanophylla
Iris drepanophylla là một loài thực vật có hoa trong họ Diên vĩ. Loài này được Aitch. & Baker miêu tả khoa học đầu tiên năm 1888.